# 소면 (방적)

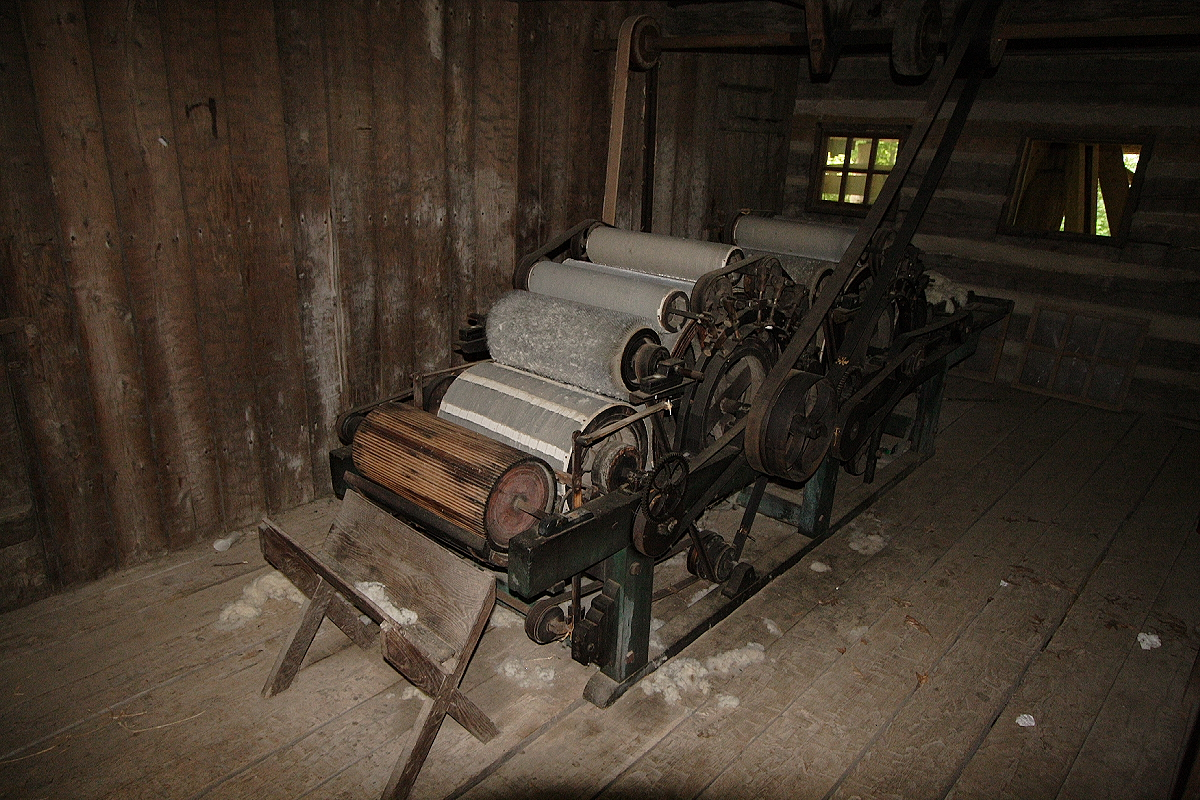
19세기의 소면기.

소면(梳綿, carding)은 섬유가공 공정의 하나로서, 채취한 섬유를 빗 내지 그와 비슷한 구조물로 빗어서 섬유의 결을 갖추는 작업이다.
다양한 섬유가 소면을 하지만 대개 면직물, 모직물에 사용된다. 단 아마 같은 섬유에는 소면 작업을 할 수 없다.

## 같이 보기
- 제면소
- 방적기
- 방적
- 물레